# Boomsikkelwants
De boomsikkelwants (Himacerus apterus) is een wants uit de familie sikkelwantsen (Nabidae). De soort werd voor het eerst wetenschappelijk beschreven door Johann Christian Fabricius in 1798.

## Uiterlijk
De mannetjes kunnen 8-10,5 mm lang worden, de vrouwtjes worden iets groter. Ze hebben een zwart connexivum,
oranje-rode vlekken en roodbruine vleugels met een spanwijdte van 8-10 mm. Er komen zelden volledig gevleugelde exemplaren voor en ook die kunnen niet vliegen. De nimfen zijn meestal geheel vleugelloos en een kleine versie van hun ouders. De soort lijkt sterk op soortgelijke roofwantsen en kan bijvoorbeeld verward worden met Himacerus mirmicoides; alleen aan de lengte van de antennes zijn ze van elkaar te onderscheiden.

## Verspreiding en levenswijze
De soort komt voor in het grootste deel van Europa en Zuid- en Centraal-Azië. In Nederland is de soort algemeen en de volwassen dieren verschijnen vanaf juli en zijn te zien tot in oktober. Vaak op brandnetel of braam maar eigenlijk overal waar ze mijten, bladluizen en andere kleine insecten kunnen vinden om te eten. Bij gebrek hieraan zuigen ze eventueel ook plantensap. Volwassenen leggen eitjes in de nazomer in gaatjes in stengels van planten. De eitjes overwinteren en komen uit in de lente. De nimfen worden gevonden van mei tot augustus.